# Grafkapel van Nebamoen

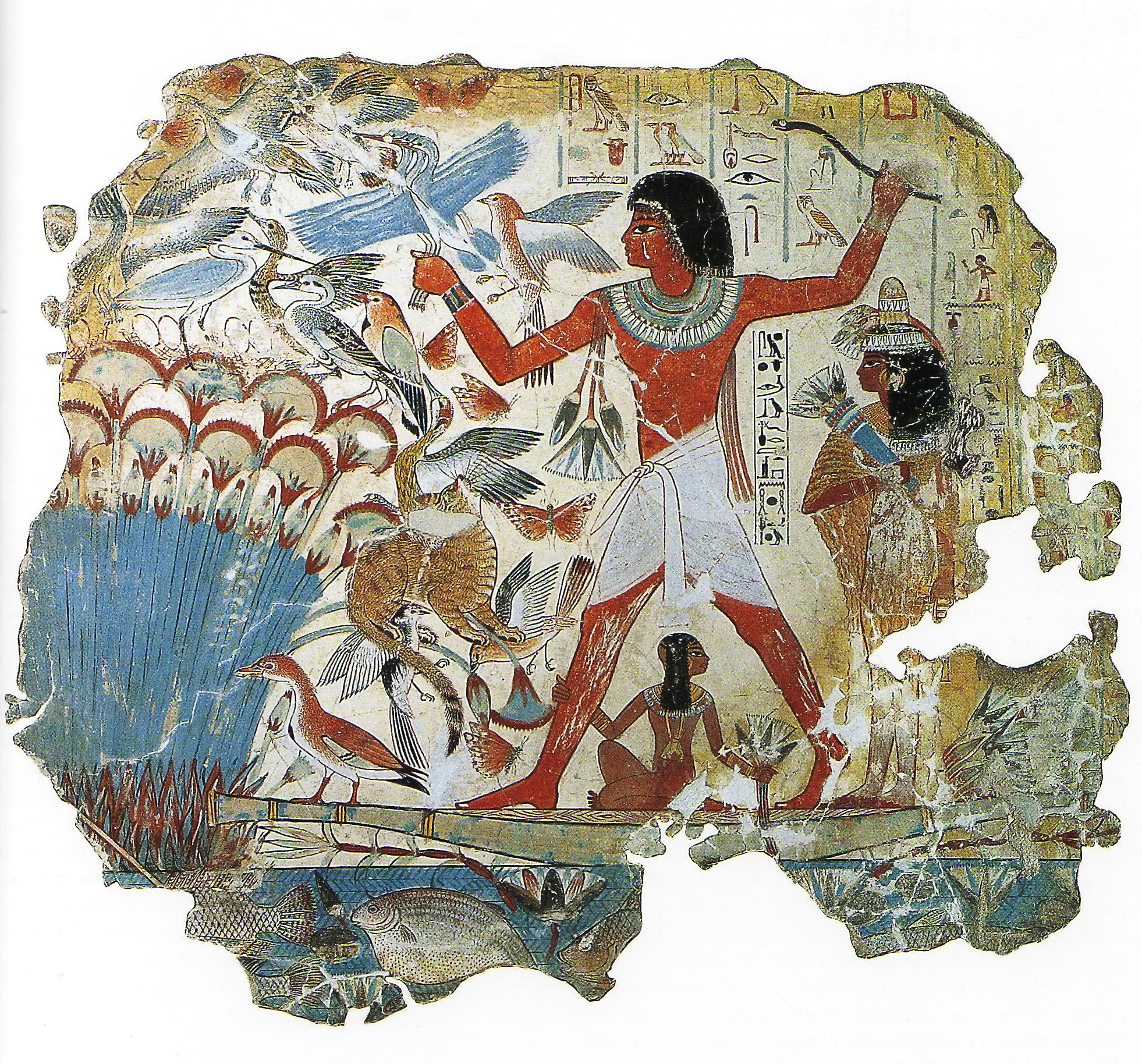
Nebamoen op hoenderjacht

De Grafkapel van Nebamoen was gelegen in de Thebaanse Necropolis, op de westelijke Nijloever in het hedendaagse Luxor (Egypte). De wanden ervan waren gedecoreerd met fresco's die nu te zien zijn in het British Museum. De exacte locatie is tot op heden onbekend.

## Herkomst
Nebamoen was rond 1350 v.Chr. klerk en graanteller in het befaamde tempelcomplex van Thebe, onder het Nieuwe Rijk. Zijn grafkapel werd in 1820 betreden door de Griekse kunsthandelaar Dimitrios Papandriopoulos, die in opdracht van de Britse consul-generaal Henry Salt naar antieke kunst speurde. Papandriopoulos, die in Egypte bekendstond als Giovanni d’Athanasi, liet zijn arbeiders de mooiste scènes van de muren hakken met messen, koevoeten en zagen. Salt verkocht in 1821 tien fragmenten ervan aan het British Museum. De prijs van 2000 pond vond hij "armzalig". Later verwierf het British Museum nog een elfde fragment. Andere kwamen terecht in Avignon (Musée Calvet, A 51), Lyon (Musée des Beaux-Arts, H 1358 - 1359), Berlijn (ÄM 18529 - 32 en ÄM 18539) en het Egyptisch Museum (Caïro). Papandriopoulos zou echter in armoede sterven zonder ooit de exacte locatie prijs te geven.

## Beschrijving
De rijke en levendige fresco's geven een geïdealiseerd beeld van Nebamoens leven, met nadruk op de activiteiten die de overledene in het hiernamaals verder wenste te zetten. Ze tonen hem terwijl hij op hoenderjacht is in de papyrusmoerassen of terwijl hij de opbrengst van zijn landgoederen keurt (vee, ganzen). Beroemd is ook de banketscène met dansende meisjes en muzikanten. Verder is er een tuin met een vijver vol vis.
De verf werd aangebracht op een droge pleisterlaag, een techniek die als fresco a secco wordt omschreven.

Fresco's
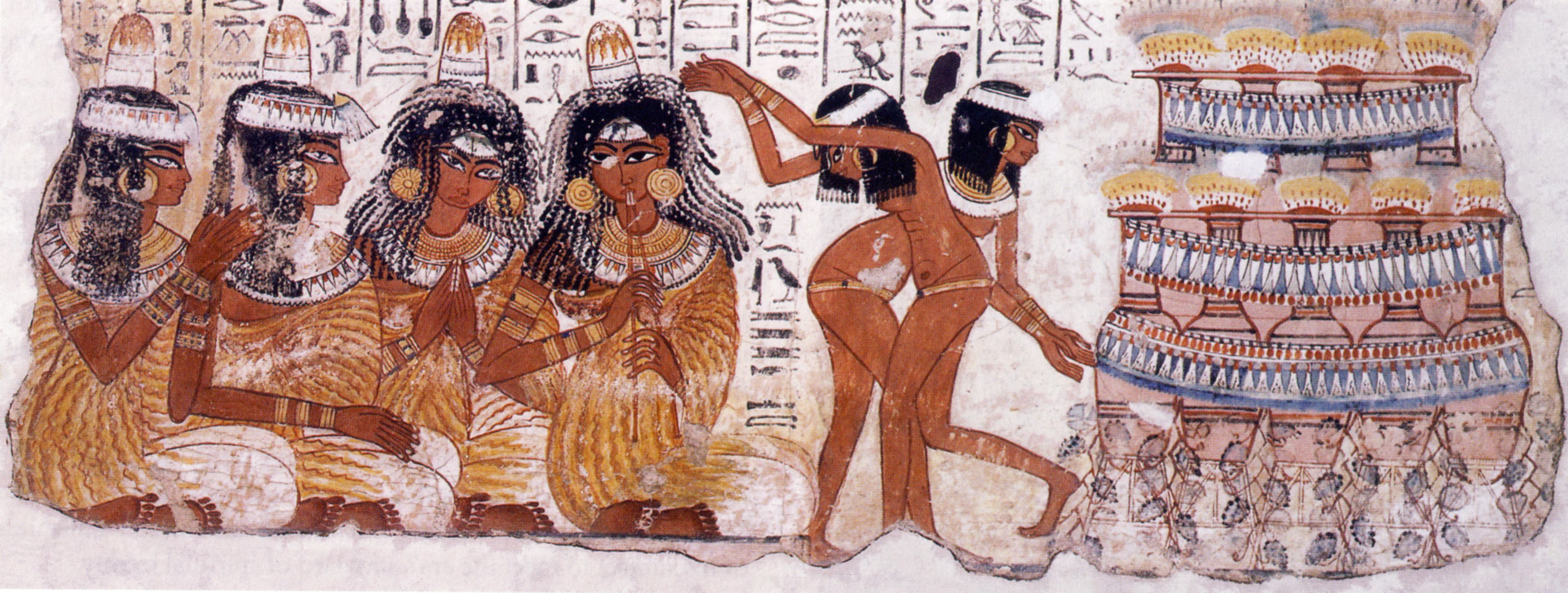
Dansers en muzikanten
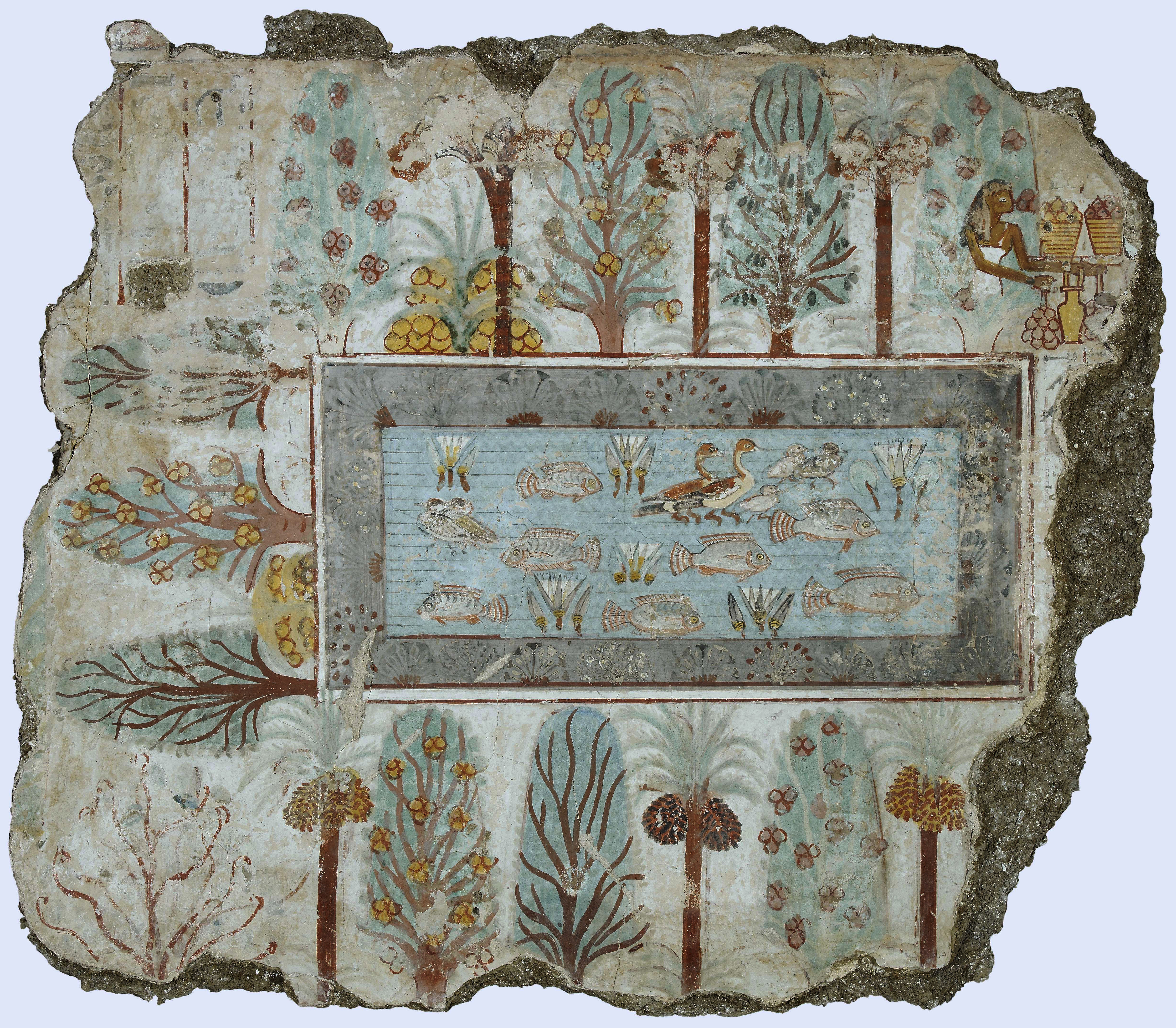
Vijver en tuin
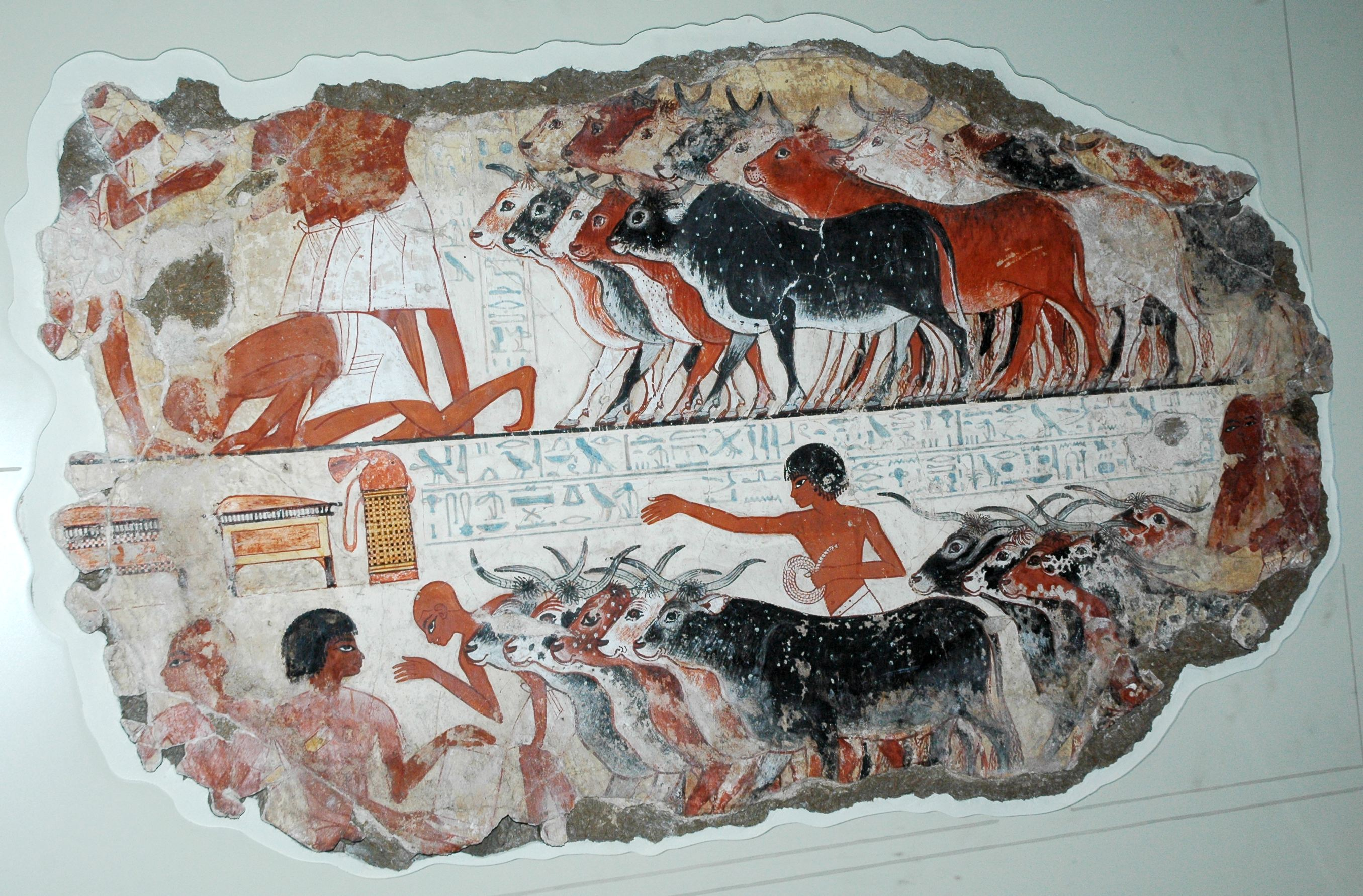
Veekeuring door Nebamoen
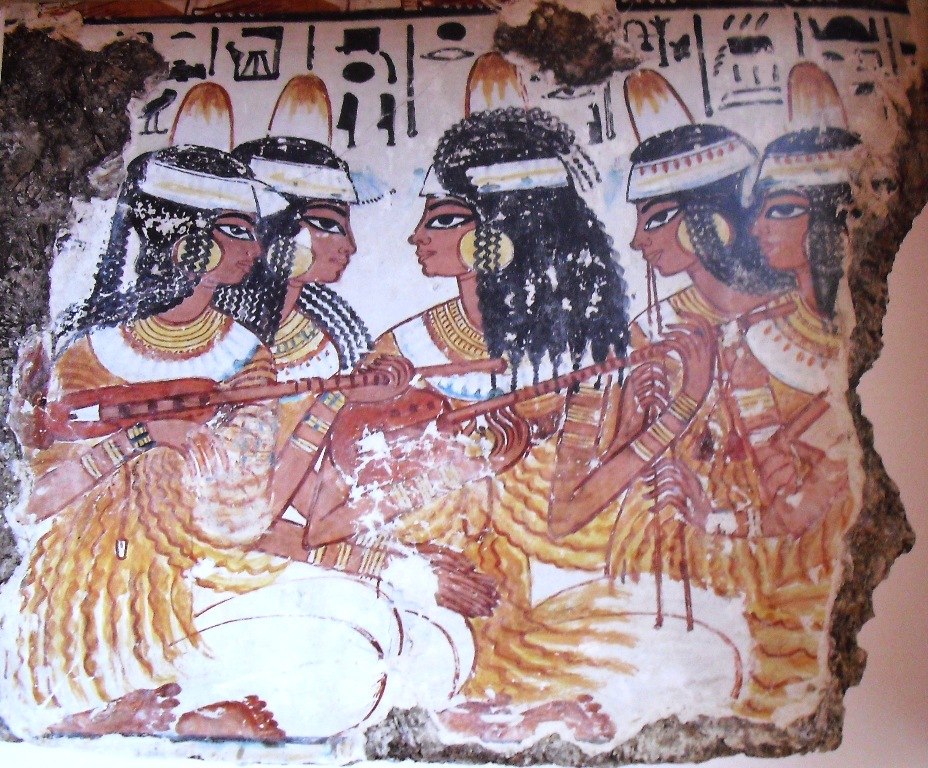
Muzikanten
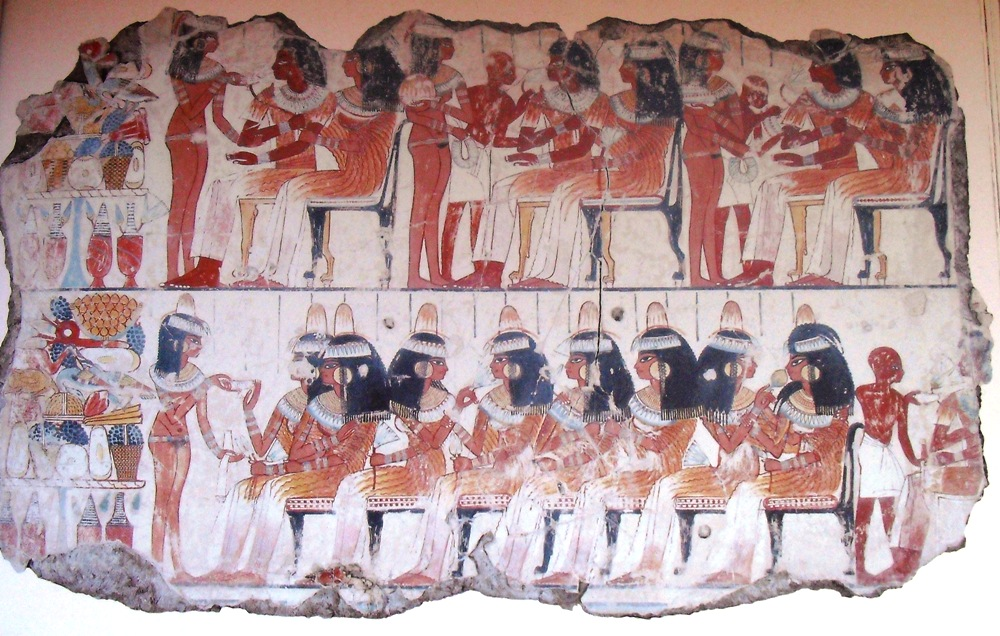
Banket

## Waardering en invloed
In 2009 heeft het British Museum een speciale galerij geopend voor de wandschilderingen uit de grafkapel. Ze zijn geëvalueerd als behorend tot de beste schilderijen uit het Oude Egypte en de meest waardevolle schatten van het British Museum.
Moderne kunstenaars als Lourens Alma Tadema (Jozef, opzichter van de graanschuren van de farao, 1874) en Paul Gauguin (Ta matete, 1892) hebben zich op bepaalde scènes ervan geïnspireerd.